# ایزاناگی

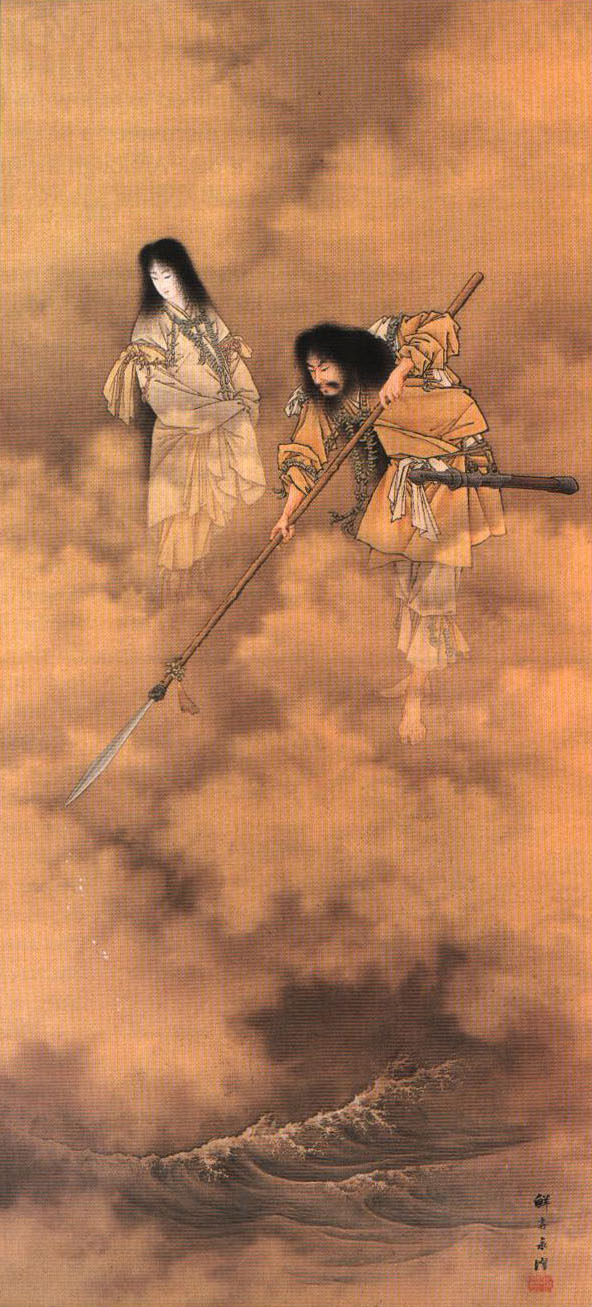
ایزاناگی و ایزانامی بر پل امه نو اوکیهاشی در حال خلق جهان

ایزاناگی∗ (イザナギ) «مرد مهمان کننده»∗ از خدایان شینتو در تاریخ و فرهنگ ژاپن است.
او با همسرش ایزانامی مأمور خلق جهان بودند∗، و جزایر، خدایان، و نیاکان ژاپن را آفریدند. هنگامی که ایزانامی در حال زایمان درگذشت، ایزاناگی کوشش کرد تا دوباره او را از یومی∗ بازگرداند تا زنده شود، ولی در این کار موفق نشد، چرا که ایزانامی از غذای جهان زیرین خورده بود و دیگر نمی‌توانست به دنیای زندگان بازگردد. ناگهان، هنگامی که چشمان ایزاناگی به همسرش افتاد، او را در هیئتی وحشی‌گونه و جهنمی دید. دیده شدن به این حالت، باعث شرمندگی و خشم ایزانامی شد. ایزانامی در پی ایزاناگی افتاد تا او را بکشد، ولی موفق نشد. آنگاه قول داد که روزانه هزار نفر از مردم ایزاناکی را بکشد. ایزاناکی نیز در جواب پیمان بست که روزانه هزار و پانصد نفر را به دنیا خواهد آورد.
پس از برگشتن ایزاناگی و در هنگام اجرای مراسم تطهیر، او از چشم چپش آماتراسو (ایزدبانوی خورشید)، و از چشم راستش تسوکویومی (ایزدبانوی ماه)، و از بینی‌اش سوسانو (خدای توفان) را آفرید.
داستان ایزاناگی و ایزانامی بسیار مشابه افسانهٔ یونانی اورفئوس و ائورودیکه است.